# Karaoğlanlar, Havran
Karaoğlanlar là một xã thuộc huyện Havran, tỉnh Balıkesir, Thổ Nhĩ Kỳ. Dân số thời điểm năm 2010 là 256 người.